# Syriska öknen

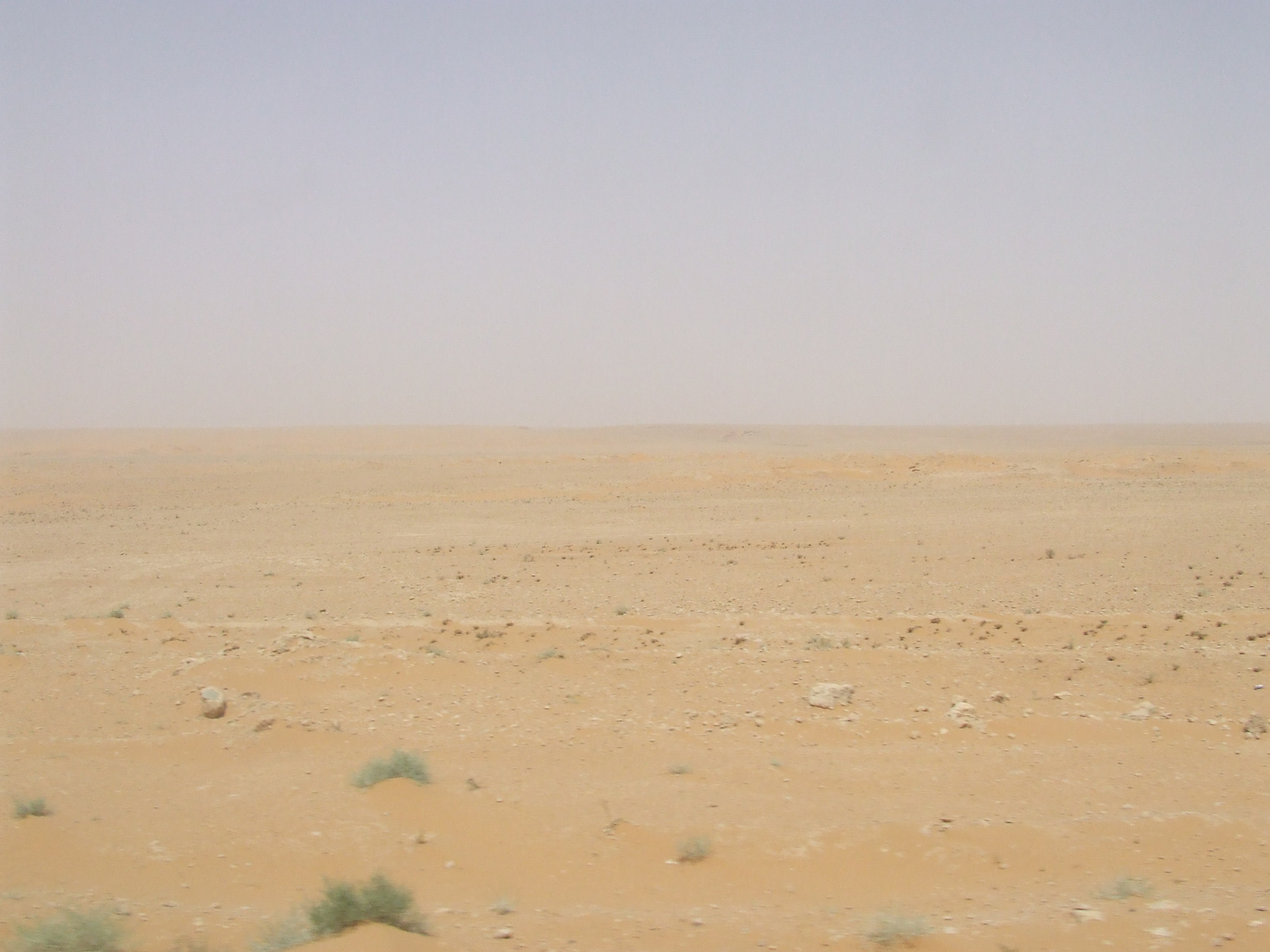
Syriska öknen någonstans mellan Dair-Az-Zur och Tadmor (Palmyra)

Den syriska öknen (arabiska: بادية الشام, bādiyat ash-Sham), även känd som den syrisk-arabiska öknen, är en kombination av stäpp och öken och ligger norr om den Arabiska halvön. Öknen har en yta på 520 000 km². 

## Geografi
Den syriska öknen täcker delar av Syrien, Irak, Jordanien och Saudiarabien. Dess gräns i väster är Orontesdalen och i öster Eufrat. I norr övergår öknen till de mer bördiga områdena i norra och centrala Syrien. I söder övergår den till öknarna på Arabiska halvön. Många oaser finns i den syriska öknen, bland andra Palmyra. Damaskus också ligger på en oas. Öknens landskap bildades av lavaströmmar från den vulkaniska regionen i Jabal al-Druze i södra Syrien.